# Morze Północne
Morze Północne (ang. North Sea, fr. Mer du Nord, niem. Nordsee, duń. Vesterhavet, norw. Nordsjøen, flam. Nordzee) – morze przy brzegach Europy o powierzchni 565 tys. km² (wraz z cieśniną Skagerrak) i objętości ok. 94 tys. km³, będące częścią Oceanu Atlantyckiego.
Mieści się między północno-zachodnią Europą a Wyspami Brytyjskimi. Na północy graniczy z Morzem Norweskim. Łączy się z Bałtykiem poprzez cieśninę Skagerrak i Cieśniny Bałtyckie. Na południowym zachodnie łączy się z otwartym Atlantykiem poprzez cieśniny Kaletańską i La Manche. Średnia głębokość wynosi 87 m, maksymalna (w Rynnie Norweskiej) 809 m. Zdecydowana większość morza leży na szelfie. Dna akwenu wyróżnią się ławicami (największa Dogger Bank) oraz licznymi, niewielkimi zagłębieniami.
Prąd zimnej wody wpływa do Morza pomiędzy Orkadami a Szetlandami, kieruje się ona ku wybrzeżom Szkocji i Anglii. Cieplejszy Prąd Północnoatlantycki dostaje się przez kanał La Manche, przepływa wzdłuż wybrzeża Holandii w kierunku Danii i Norwegii. Za sprawą Prądu Północnoatlantyckiego Morze Północne nie zamarza zimą. Wyjątki stanowią holenderskie watty i część Zatoki Helgolandzkiej, gdzie występuje dryfujący lód, a podczas ostrych mrozów również lód stały. Zasolenie Morza Północnego wynosi ok. 35‰ na północy oraz ok. 34,8‰ na południu. Powszechnymi zjawiskami na morzu są mgły (unoszące się przez cały rok) oraz sztormy. Wysokość fal wiatrowych u wybrzeży kontynentu wynosi 6–7 m, u wybrzeży Szkocji do 11 m.
Do Morza Północną uchodzą: Łaba, Ren, Tamiza, Wezera.
Nad morzem położone są: Wielka Brytania, Norwegia, Szwecja, Dania, Niemcy, Holandia i Belgia i Francja. Wybrzeże Belgii jest płaskie i pozbawione wysp. Wybrzeże Holandii wyróżnia się wałami brzegowymi oraz pasmem wydm, przerwanymi w pobliżu ujścia Renu i rzeki Mozy. Innym charakterystycznym elementem wybrzeża Holandii, a także Belgii, Niemiec i Danii, są watty.
W Morzu Północnym żyje ok. 230 gatunków ryb. Morze to jest jednym z największych łowisk w Europie. Poławia się głównie śledzie, dorsze, flądry i makrele. Najważniejsze porty Morza Północnego to: Rotterdam, Hamburg, Londyn, Edynburg, Göteborg, Amsterdam, Brema, Antwerpia, Rotterdam, Hul, Bergen, Newcastle upon Tyne. Na Morzu Północnym znajdują się liczne szlaki żeglugowe, m.in. z Morza Bałtyckiego przez Kanał Kiloński. Pod dnem morza znajdują się złoża ropy naftowej i gazu ziemnego (eksploatowane), a także węgla kamiennego. Wydobywa się również piasek i żwir. Wydobycie ropy i gazu stanowi jedno z głównych źródeł dochodu Norwegii. Państwa położone nad Morzem Północnej wyróżniają się wysokim uprzemysłowieniem. Strefa przybrzeżna jest intensywnie wykorzystywana w celach rolniczych i rekreacyjnych.